# Tjeckiens damlandslag i fotboll

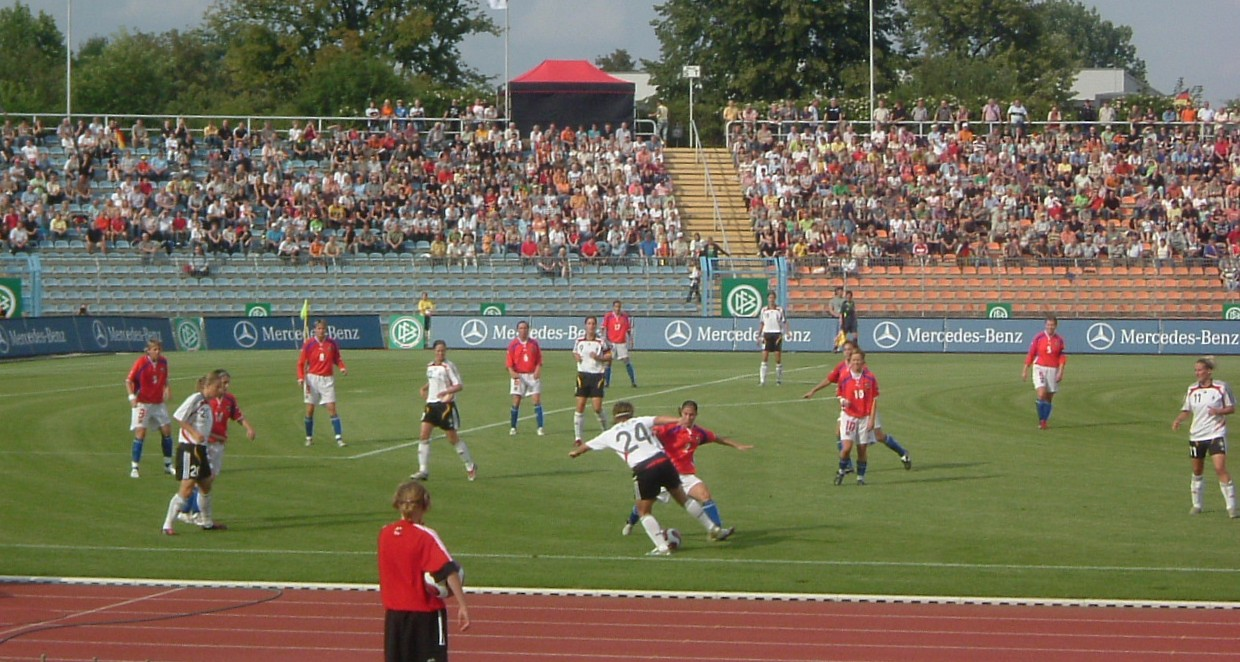
Tyskland-Tjeckien i Gera, 2 augusti 2007.

Tjeckiens damlandslag i fotboll representerar Tjeckien på damsidan och spelade sin första landskamp den 21 juni 1993, där de besegrade Slovakien med 6–0. Man låg år 2010 på 25:e plats på Fifas världsranking för damer. 
I kvalet till VM 2011 lottades man i samma grupp som Azerbajdzjan, Belgien, Sverige och Wales.

## Laguppställning
| Nr | Pos. | Namn               | Födelsedatum (ålder) | Matcher | Mål |           | Klubb                 |
| -- | ---- | ------------------ | -------------------- | ------- | --- | --------- | --------------------- |
|    | MV   | Sára Vršatová      | 6 januari 1996       | 2       | 0   | Tjeckien  | Sparta Praha          |
|    | MV   | Radka Bednaříková  | 18 december 1990     | 2       | 0   | Tjeckien  | Slovácko              |
|    | MV   | Hana Sloupová      | 25 november 1991     | 4       | 0   | Tjeckien  | Sparta Praha          |
|    | F    | Petra Bertholdová  | 24 november 1984     | 42      | 2   | Tjeckien  | Sparta Praha          |
|    | F    | Irena Martínková   | 19 september 1986    | 45      | 8   | Sverige   | Örebro                |
|    | F    | Jana Sedláčková    | 21 januari 1993      | 11      | 1   | Tyskland  | 1.FC Lübars           |
|    | F    | Iva Mocová         | 23 april 1980        | 38      | 7   | Tjeckien  | Sparta Praha (kapten) |
|    | F    | Michaela Čulová    | 14 februari 1991     | 1       | 0   | Österrike | Neulengbach           |
|    | F    | Veronika Pincová   | 15 november 1989     | 23      | 3   | Tjeckien  | Slavia Praha          |
|    | F    | Petra Vyštejnová   | 12 november 1990     | 22      | 0   | Tjeckien  | Sparta Praha          |
|    | MF   | Klára Cahynová     | 20 december 1993     | 7       | 0   | Tjeckien  | Slavia Praha          |
|    | MF   | Jitka Chlastáková  | 13 oktober 1993      | 2       | 0   | Tjeckien  | Sparta Praha          |
|    | MF   | Monika Cvernová    | 30 juli 1990         | 7       | 1   | Tjeckien  | Slovácko              |
|    | MF   | Jana Lacinová      | 22 maj 1990          | 2       | 0   | Tjeckien  | Hradec Králové        |
|    | MF   | Aneta Malinová     | 14 juni 1993         | 1       | 0   | Tjeckien  | Slavia Praha          |
|    | MF   | Adéla Odehnalová   | 2 januari 1990       | 11      | 0   | Tjeckien  | Slavia Praha          |
|    | MF   | Adéla Pivoňková    | 28 september 1991    | 16      | 5   | Tjeckien  | Sparta Praha          |
|    | MF   | Eva Bartoňová      | 17 oktober 1993      | 4       | 0   | Tjeckien  | Sparta Praha          |
|    | MF   | Markéta Ringelová  | 25 juli 1989         | 15      | 1   | Tjeckien  | Sparta Praha          |
|    | A    | Lucie Martínková   | 19 september 1986    | 49      | 11  | Sverige   | Örebro                |
|    | A    | Lucie Voňková      | 28 februari 1992     | 13      | 1   | Tyskland  | Duisburg              |
|    | A    | Nikola Danihelková | 26 juli 1994         | 2       | 1   | Tjeckien  | Sparta Praha          |
|    | A    | Petra Divišová     | 5 juni 1984          | 24      | 9   | Tjeckien  | Slavia Praha          |